# Книга (теория графов)

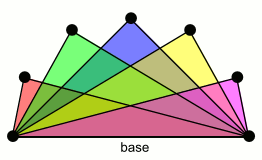
Книга треугольников

Книга (часто записывается {\displaystyle B_{p}} ) может быть любым графом некоторого вида, который образован циклами, имеющими общее ребро.

## Вариации
Один вид, который может быть назван книгой четырёхугольников, состоит из p четырёхугольников, имеющих общее ребро (известное как «корешок» или «база» книги). То есть это прямое произведение звезды и отдельного ребра. 7-Страничная книга этого типа даёт пример графа без гармоничной разметки.
Второй вид, который может быть назван книгой треугольников или треугольной книгой, является полным двудольным графом K1,1,p.  Это граф, состоящий из {\displaystyle p} треугольников, имеющих общее ребро.  Книга этого типа является расщепляемым графом.  
Этот граф можно также назвать {\displaystyle K_{e}(2,p)}. Книги треугольников образуют один из ключевых блоков рёберно совершенных графов.
Термин «граф-книга» использовался для других целей.  Так, Бариоли использовал его для графов, составленных из произвольных подграфов, имеющих две общие вершины. (Бариоли не использовал обозначение {\displaystyle B_{p}} для этих графов-книг.)

## Внутри больших графов
Если дан граф {\displaystyle G}, можно записать {\displaystyle bk(G)} для наибольшей книги (рассматриваемого типа), содержащейся в {\displaystyle G}.

## Теоремы о книгах
Обозначим число Рамсея двух треугольных книг {\displaystyle r(B_{p},\ B_{q}).} Это наименьшее число {\displaystyle r}, такое, что для лютого графа с {\displaystyle r} вершинами либо сам граф содержит {\displaystyle B_{p}} в качестве подграфа, либо его дополнение содержит {\displaystyle B_{q}} в качестве подграфа.
- Если {\displaystyle 1\leqslant p\leqslant q}, то {\displaystyle r(B_{p},\ B_{q})=2q+3} (доказали Руссо и Шихан).
- Существует константа {\displaystyle c=o(1)}, такая, что {\displaystyle r(B_{p},\ B_{q})=2q+3}, когда {\displaystyle q\geqslant cp}.
- Если {\displaystyle p\leqslant q/6+o(q)} и {\displaystyle q} достаточно большое, число Рамсея задаётся формулой {\displaystyle 2q+3}.
- Пусть {\displaystyle C} — константа, и {\displaystyle k=Cn}. Тогда любой граф с {\displaystyle n} вершинами и {\displaystyle m} рёбрами содержит (книгу треугольников) {\displaystyle B_{k}}[7].